# Mycosticta ovalis
Mycosticta ovalis är en svampart som först beskrevs av Giovanni Passerini, och fick sitt nu gällande namn av Franz Xaver von Höhnel 1918. Mycosticta ovalis ingår i släktet Mycosticta, divisionen sporsäcksvampar och riket svampar.   Inga underarter finns listade i Catalogue of Life.